# Iguanognathus werneri
Genre
Espèce
Statut de conservation UICN

 DD  : Données insuffisantes
Iguanognathus werneri, unique représentant du genre Iguanognathus, est une espèce de serpents de la famille des Natricidae.

## Répartition
Cette espèce est endémique de Sumatra en Indonésie.

## Étymologie
Cette espèce est nommée en l'honneur de Franz Werner.

## Publication originale
- Boulenger, 1898 : Description of a new genus of aglyphous colubrine snakes from Sumatra. Annals and magazine of natural history, sér. 7, vol. 2, p. 73-74 (texte intégral).